# Science Nord
Science Nord est un musée scientifique à Grand Sudbury. Il exploite également Terre dynamique, un musée minier qui abrite le Gros cinq sous,,,.